# Monte Flor, Bella Vista
Monte Flor är en ort i Mexiko.   Den ligger i kommunen Bella Vista och delstaten Chiapas, i den sydöstra delen av landet, 900 km sydost om huvudstaden Mexico City. Monte Flor ligger 1 627 meter över havet och antalet invånare är 146.
Terrängen runt Monte Flor är bergig åt sydväst, men åt nordost är den kuperad. Runt Monte Flor är det ganska tätbefolkat, med 80 invånare per kvadratkilometer. Närmaste större samhälle är Frontera Comalapa, 7,5 km nordost om Monte Flor. I omgivningarna runt Monte Flor växer huvudsakligen savannskog.